# Holyoke (Massachusetts)
Holyoke is een plaats (city) in de Amerikaanse staat Massachusetts, en valt bestuurlijk gezien onder Hampden County.

## Demografie
Bij de volkstelling in 2000 werd het aantal inwoners vastgesteld op 39.838.
In 2006 is het aantal inwoners door het United States Census Bureau geschat op 39.765, een daling van 73 (-0.2%).

## Geografie
Volgens het United States Census Bureau beslaat de plaats een oppervlakte van
59,1 km², waarvan 55,1 km² land en 4,0 km² water.

## Volleybal
Holyoke is de geboorteplaats van de sport volleybal. Het werd daar in 1895 "uitgevonden" door William G. Morgan die een alternatief voor basketbal zocht. Meerdere volleybalverenigingen in Nederland zijn naar Holyoke vernoemd.

## Plaatsen in de nabije omgeving
De onderstaande figuur toont nabijgelegen plaatsen in een straal van 12 km rond Holyoke.

## Geboren in Holyoke
- Chuck Andrus (1928-1997), Amerikaans jazz-contrabassist
- Hal Blaine (1929-2019), drummer
- Ann Dowd (1956), actrice